# UZ-Baureihe HRCS2
Der HRCS2 ist ein von der Ukrsalisnyzja beschaffter Triebzug, der speziell im Schnellzugverkehr auf Netzen mit 3 kV Gleichstrom und 25 kV 50 Hz Wechselstrom eingesetzt wird. Der Zug wurde von der südkoreanischen Firma Hyundai Rotem hergestellt und von der Ukrsalisnyzja in zehn Exemplaren im Rahmen der Fußball-Europameisterschaft 2012 beschafft. Im Alltagsbetrieb zeigten die Fahrzeuge einige größere Mängel, wodurch es zu keiner weiteren Lieferung des Herstellers kam.

## Geschichte
Die Fahrzeuge wurden von der Ukrsalisnyzja zur Sicherstellung des Passagiertransportes zwischen den Städten beschafft, die in dem Spielbetrieb bei der Fußball-Europameisterschaft 2012 integriert waren. Der Wert des Kontraktes über den Aufkauf dieser zehn Elektrozüge betrug 307 Mio. Dollar. Ursprünglich waren in diesem Kontrakt auch noch die Lieferung von vier Diesel-Zügen mit ergänzenden 43 Mio. Dollar mit enthalten, die allerdings nicht eingelöst wurde.
Aus Südkorea wurden die Züge in die Ukraine per Schiff über das Schwarze Meer zugestellt und im Handelshafen von Odessa entladen. Dort traf mit dem HRCS2.002 am 11. März 2012 das erste Fahrzeug in der Ukraine ein. Bis August 2012 trafen die restlichen Fahrzeuge ein und wurden in Betrieb genommen.

## Beschreibung der Fahrzeuge

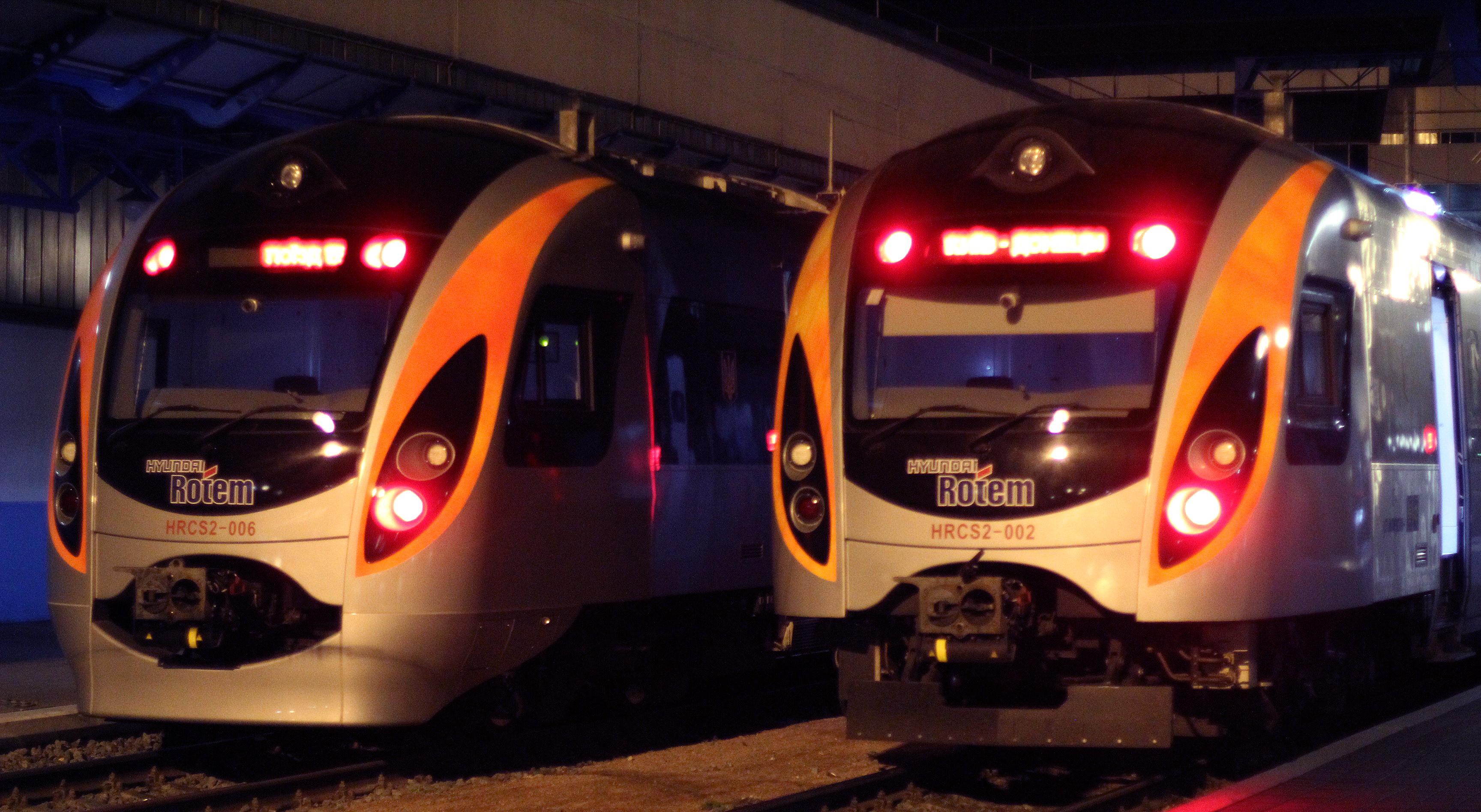
Foto von zwei Triebwagen von Hyundai Rotem, mit und ohne Verkleidung

Die Elektrozüge sind bestimmt für den Transport von Passagieren auf elektrifizierten Eisenbahnabschnitten mit einer Nennspannung im Kontaktnetz von 3 kV Gleichspannung bzw. 25 kV Wechselspannung und einer Frequenz von 50 Hz. Sie sind für den Schnellzugdienst auf Eisenbahnstrecken mit einer Spurweite von 1.520 mm vorgesehen und für Geschwindigkeiten bis 160 km/h zugelassen. Auf jedem Beiwagen sind zwei Einholmstromabnehmer aus der Produktion der Firma LEKOV und ein Haupttransformator installiert, jeder von denen speist den Wandler der beiden benachbarten Motorwagen.
in jedem Steuer- bzw. Motorwagen sind vier Drehstromfahrmotoren mit einer Nennleistung von je 250 kW installiert (die Fahrmotoren sind verbunden in vier parallelen Gruppen), welche die Speisung von den vier Wandlern und Invertern erhalten.
Der Kasten des Wagens stützt sich auf den Drehgestellen über pneumatische Federn ab. Die Sitzplatzanordnung ist in den Wagen 2. Klasse in dem Schema 3+2, in den Wagen 1. Klasse 2+2. In dem Wagen mit der Nummer 3 befindet sich eine Bar.

## Zusammensetzung
Der Elektrozug ist zusammengestellt aus zwei Motor/Steuerwagen, drei Beiwagen und vier Motorwagen gemäß folgendem Schema: 01 Motor/Steuerwagen, 02 Beiwagen (mit Transformator und Stromabnehmer), 03 Motorwagen, 04 Motorwagen, 05 Beiwagen (mit Transformator und Stromabnehmer), 06 Motorwagen, 07 Motorwagen, 08 Beiwagen (mit Transformator und Stromabnehmer), 09 Motor/Steuerwagen.
Die Anzahl der Waggons im Verbund des Elektrozuges ist neun (eine Einheit kann zeitweilig als sechsteilige Einheit für Relationen mit kleinstem Passagieraufkommen verwendet werden). Vorgesehen ist der Betrieb von zwei verbundenen Zügen über Vielfachsteuerung. Der Zug besteht aus Waggons der 1. und 2. Klasse, alle Plätze sind Sitzplätze. Die Waggons der 1. Klasse sind die mit den Nummern 2, 5, 8; die der 2. Klasse sind die mit den Nummern 1, 3, 4, 6, 7, 9. Die gesamte Zahl an Sitzplätzen im Zug beträgt 579. Die Sitze der 1. Klasse befinden sich in den Beiwagen (drei Waggons mit je 56 Sitzplätzen), die Sitze der 2. Klasse befinden sich in den sechs Motorwagen. Im ersten Steuerwagen befinden sich zwei Stellplätze für Rollstühle.

## Betrieb
Der Elektrozug wird auf den Eisenbahnstrecken um Lwiw, der Südwest-Eisenbahn, der Piwdenna Salisnyzja, der Donezka Salisnyzja und den Eisenbahnen um Dnipro betrieben. Der Zug kursiert täglich auf folgenden Richtungen;
- Kiew – Charkiw – Kiew (morgens, tags, abends);
- Kiew – Donezk – Kiew (morgens, abends);
- Kiew – Lwiw (abends), Lwiw – Kiew (morgens);
- Kiew – Dnipro (abends), Dnipro – Kiew (morgens);
- Kiew – Saporischschja (morgens), Saporischschja – Kiew (abends);

In der Sommer-Periode des Jahres 2013 kursierte er auch auf der Route Dnipro – Simferopol (morgens) und Simferopol – Dnipropetrowsk (abends).

## Vorfälle
Der Betrieb der Fahrzeuge von Hyundai Rotem war von einer Reihe von Vorfällen begleitet, die zum einen dem Ansehen der Fahrzeuge viel Schaden zufügten und zum anderen auch sehr viel Nacharbeiten verlangten. Aufgelistet sind sie hier im Folgenden:
- 30. Juni 2012 – nicht durchgeführte morgendliche Fahrt von Charkiw nach Kiew auf Grund von technischen Ursachen;[2]
- 11. Juli 2012 – Panne bei der Fahrt aus Kiew nach Lwiw;
- 31. Juli 2012 – Panne bei der Fahrt aus Donezk nach Kiew;[3]
- 13. Oktober 2012 – Panne in Ljubotine bei der Fahrt aus Charkiw nach Kiew. Die Passagiere mussten in andere Züge umsteigen.
- 31. Oktober 2012 – Panne bei der Fahrt von Poltawa nach Charkiw infolge des Bruches eines Stromabnehmers.
- 31. Oktober 2012 – Panne bei der Fahrt aus Donezk in Kiew;
- 5. Dezember 2012 – auf Grund von Vereisung des Fahrdrahtes brachen bei Poltawa drei Stromabnehmer des Zuges von Charkiw nach Kiew;
- 8. Dezember 2012 – der Abendzug von Donezk nach Kiew traf auf Grund einer Panne nicht ein;[4]
- 8. Dezember 2012 – Panne ungefähr bei Werchiwzewe der Route Dnipropetrowsk – Kiew;[5]
- 12. Dezember 2012 – Panne ungefähr bei der Station Losowa bei dem Abendzug Donezk – Kiew;[6]
- 14. Dezember 2012 – Ausfall bei der morgendlichen Fahrt von Kiew nach Charkiw;[7]
- 15. Dezember 2012 – Ausfall bei der abendlichen Fahrt von Kiew nach Lwiw;[8]
- 22. Dezember 2012 – bei der morgendlichen Fahrt von Charkiw nach Kiew ereignete sich eine Panne bei Poltawa;[9]
- 10. Dezember 2013 – Panne des Zuges auf der Linie Kiew – Donezk;[10]
- 14. Februar 2014 – vollständiger Abbruch der Fahrt auf Grund eines Rahmenrisses.

## Ursachen der Pannen im Dezember 2012
Ursachen für die zahlreichen Pannen im Jahr 2012 waren einerseits organisatorische Probleme, die sich durch die zu schnelle Einführung der Fahrzeuge im Zusammenhang mit der Fußball-Europameisterschaft 2012 ergaben und andererseits Probleme, die sich durch die Unterschiede der Einsatzgebiete in der Ukraine und in Südkorea ergaben. Bei den Zügen ergaben sich Unzulänglichkeiten, die im Bremssystem, in der Klimaanlage und dem Kompressorsystem zu finden waren. Einige Brüche von Stromabnehmern waren auf die Vereisungen der Fahrleitungen zurückzuführen. Probleme gab es auch beim Kuppeln von zwei Zügen, wo sich Kondenswasser bildete.
Es zeigte sich jedoch, dass die Mehrzahl der Pannen von Oktober bis Dezember 2012 auftrat, also in Zeiten, in denen der Eisenbahnbetrieb generell etwas komplizierter ist als zur übrigen Jahreszeit. Dabei zeigte sich, dass die Fahrzeuge offensichtlich für den Einsatz in der Ukraine nicht vorbereitet waren. Seitens der Herstellerfirma gab es zwar einen Prüfring, allerdings nur für die Spurweite 1.435 mm. Hinzu kamen auch einige organisatorische Probleme, die sich bereits bei der Anlieferung der Züge in den Depots auswirkten. So gab es Unstimmigkeiten von Baugruppen, die bei den Fahrzeugen angewendet worden waren. Diese Probleme konnten aber nur koreanische Spezialisten lösen.
Die Herstellerfirma verpflichtete sich, die aufgetretenen Probleme bis zum 20. Januar 2013 zu lösen, was auch gelang. So gab es vom 1. Januar 2013 an keine bedeutende Havarien mehr. Lediglich am Morgen des 23. Januar kam es bei dem Zug von Lwiw nach Kiew noch zu einer Panne. Die Ursache ist nicht bekannt. Im Betrieb gab es auch noch einige Änderungen; so wurden die Batterien bisher durch solche ukrainischer Bauart ersetzt, die ähnliche Eigenschaften wie die ursprünglichen aufweisen. Bei ihnen wurde die Kapazität etwas vergrößert, was zu einigen Änderungen in der elektrischen Ausrüstung führte. Nach diesen Modernisierungen, die eine effizientere Instandhaltung zum Ziel hatten, gab es keine Pannen mehr an den Zügen der Reihe HRCS2.